# Tachina pumila
Tachina pumila là một loài ruồi trong họ Tachinidae.